# Стретенка (Омская область)
Стретенка — деревня в Черлакском районе Омской области России. Входит в состав Курумбельского сельского поселения.

## История
Основана в 1909 году. В 1928 г. посёлок Сретенский состоял из 90 хозяйств, основное население — украинцы. Центр Сретенского сельсовета Крестинского района Омского округа Сибирского края.
В соответствии с Законом Омской области от 30 июля 2004 года № 548-ОЗ «О границах и статусе муниципальных образований Омской области» деревня вошла в состав образованного муниципального образования «Курумбельское сельское поселение».

## Население
| 2010 |
| ---- |
| 159  |

деревня Стретенка
Гендерный состав
По данным Всероссийской переписи населения 2010 года в гендерной структуре населения из 159 человек мужчин — 82, женщин — 77 (51,6 и 48,4 % соответственно).
Национальный состав
В 1928 г. основное население — украинцы .
Согласно результатам переписи 2002 года, в национальной структуре населения казахи составляли 46 %, русские 41 % от общей численности населения в 248 чел..